# Szemenik-Krassói-szurdok Nemzeti Park
Szemenik-Krassói-szurdok Nemzeti Park, román nyelven Parcul Naţional Semenic-Cheile Caraşului Románia délnyugati részén található. Besorolása IUCN II, 1994-ben alakult nemzeti parkká.

## Leírása

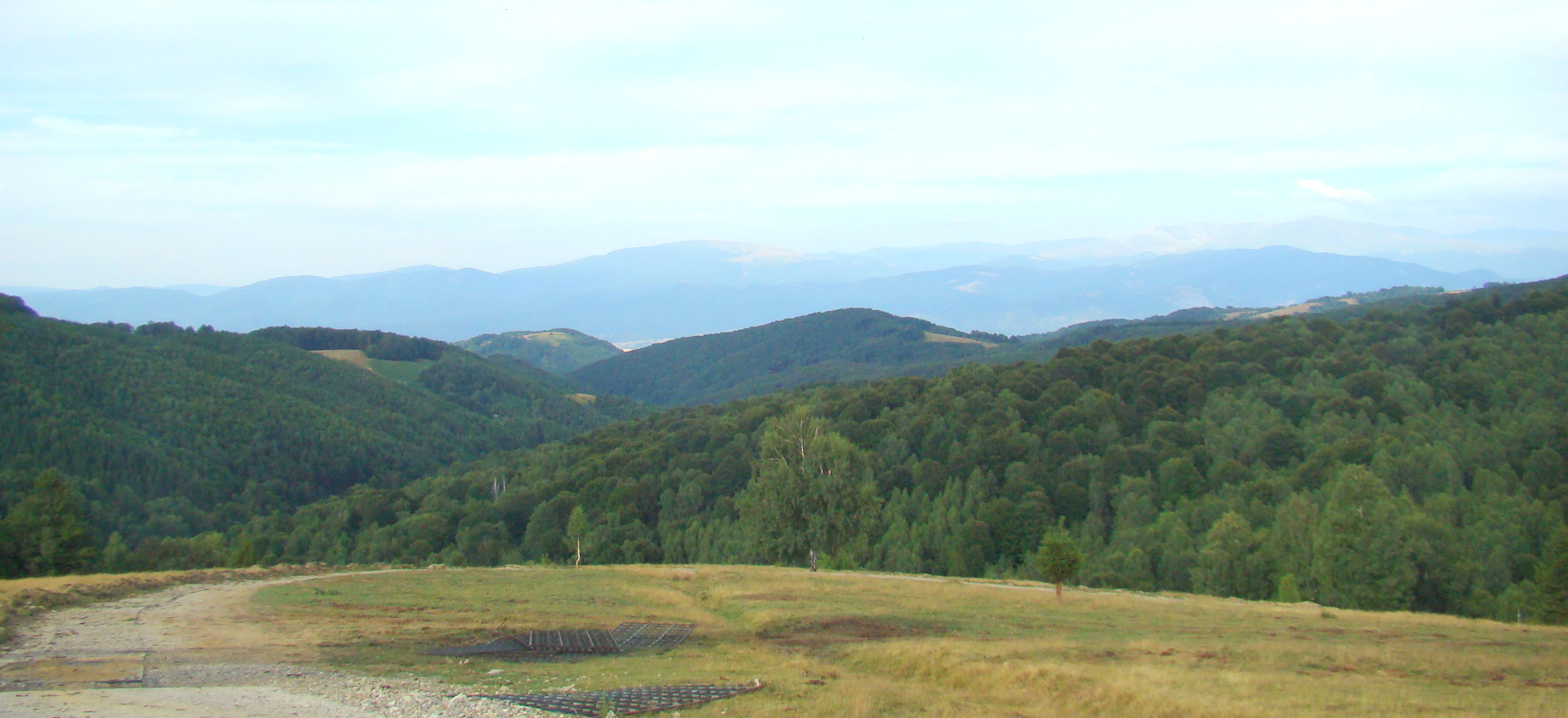
A Szemenik-hegység

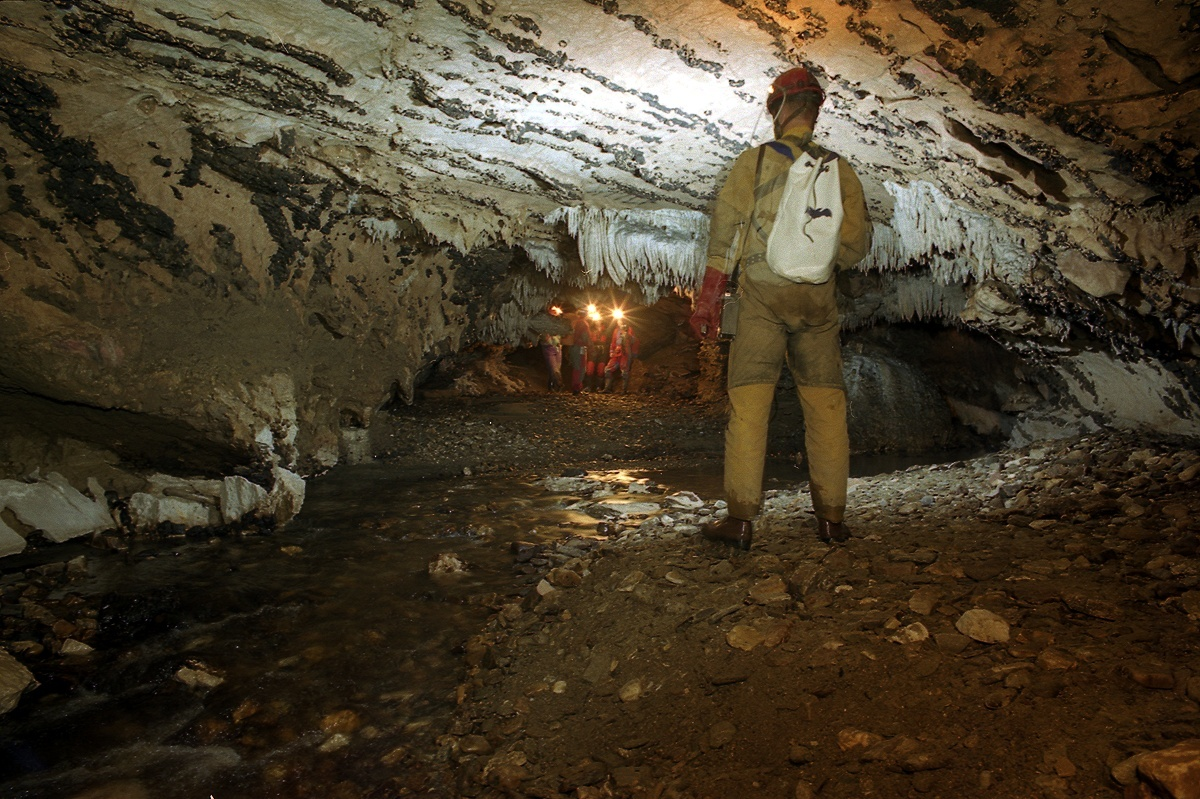
A Comarnic-barlang

Az 1994-ben alakult nemzeti park területe 10 000 ha-ra terjed ki, melyen nyolc természetvédelmi terület található:
- Krassói-szurdok – mintegy 200 m mély, 19 km hosszú, ebből mintegy 10 km látogatható
- Néra-forrás
- Gerlistyei-szurdok – mintegy 100–200 m mély szurdok, teljes hossza 9 km
- Karas-forrás
- Buhui-Mărghitaș
- Comarnic-barlang – turisztikai útvonala 1750 m, ahol a látogatók különböző galériákat és egy föld alatti folyót is láthatnak
- Popovăț-barlang
- Buhui-barlang

## Állatvilága
A park állatvilága sokszínű: emlősök, madarak, halak, kétéltűek és hüllők, néhány védett faj szerepel az IUCN Vörös Listáján is.

### Emlősök
Barna medve (Ursus arctos), a szarvasfélék közül gímszarvas (Cervus elaphus), európai őz (Capreolus capreolus), a farkas (Canis lupus), hiúz (Lynx lynx), de megtalálható itt a nyuszt (Martes martes), nyest (Martes foina), borz (Meles Meles), menyét (Mustela nivalis), görény (Mustela putorius), mókus (Sciurus vulgaris) is, míg a denevérek közül a hosszúszárnyú denevér (Miniopterus schreibersii), hegyesorrú denevér (Myotis blythii), csonkafülű denevér (Myotis emarginatus), közönséges denevér (Myotis Myotis), a nagy patkósdenevér (Rhinolophus ferrumequinum), a kis patkósdenevér (Rhinolophus hipposideros), valamint az erdei pele (Dryomys nitedula), cickány (Crocidura leucodon), közönséges vízicickány (Neomys fodiens) vagy Miller-vízicickány (Neomys anomalus).

### Hüllők és kétéltűeket
rézsikló (Coronella austriaca, zöld gyík (Lacerta viridis), fali gyík (Podarcis muralis), homoki vipera (Lacerta vivipara), keresztes vipera (Vipera berus), zöld varangy (Bufo viridis), gyepi béka (Rana temporaria), teknős (Rana ridibunda) és alpesi gőte (Triturus alpestris).

### Védett madárfajok
Szirti sas (Aquila chrysaetos), nyírfajd (Bonasa bonasia), európai lappantyú (Caprimulgus europaeus), kígyászölyv (Circaetus gallicus), holló (Corvus Corax), fehérhátú fakopáncs (Dendrocopos leucotos), fekete harkály (Dryocopus martius), közép fakopáncs (Leiopicus medius), kerti sármány (Emberiza hortulana), vándorsólyom (Falco peregrinus), kis légykapó (Ficedula parva), örvös légykapó (Ficedula albicollis), tövisszúró gébics (Lanius collurio), darázsölyv (Pernis apivorus), erdei pacsirta (Lullula arborea), barátcinege (Poecile palustris), kormosfejű cinege (Parus montanus), zöld küllő (Picus canus).

## Galéria

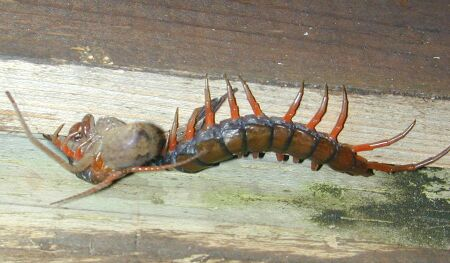
Százlábú (Chilopoda)
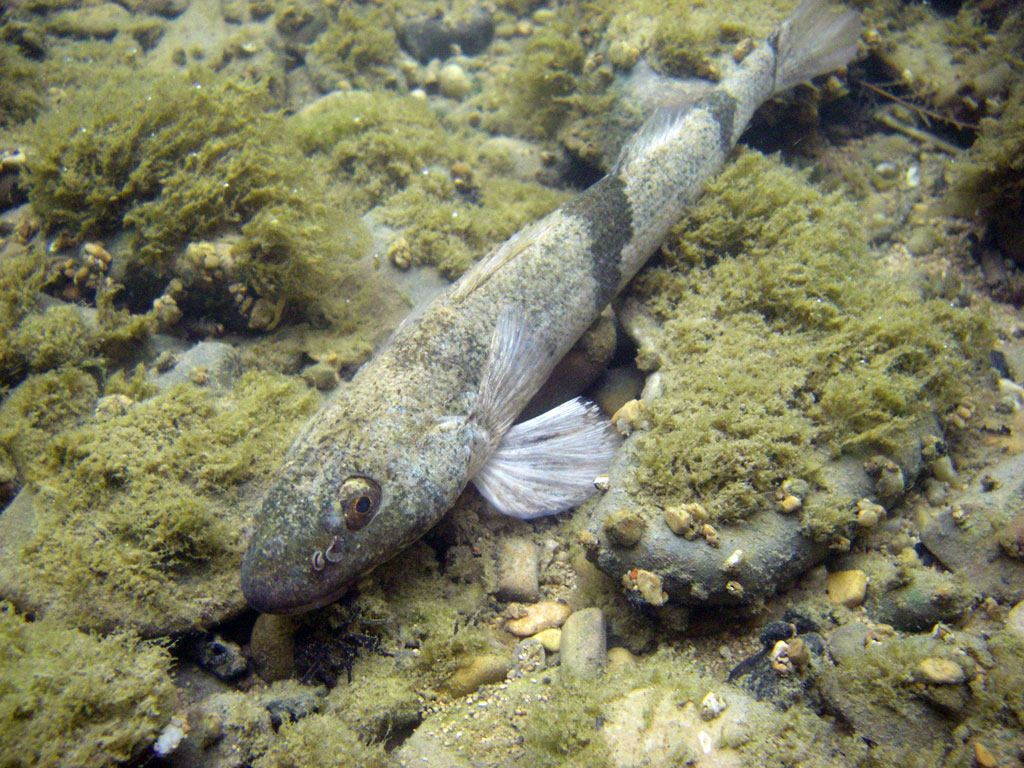
Rhône-vidéki bucó (Zingel asper)
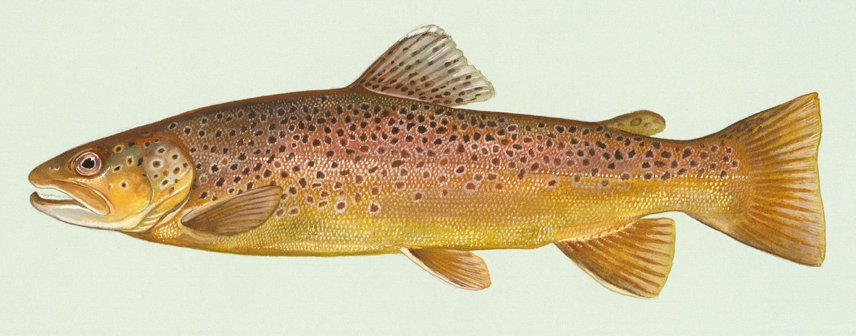
Pisztráng  (Salmonida)
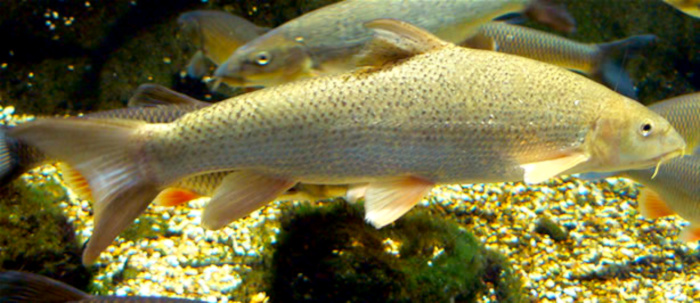
Márna (Barbus barbus)
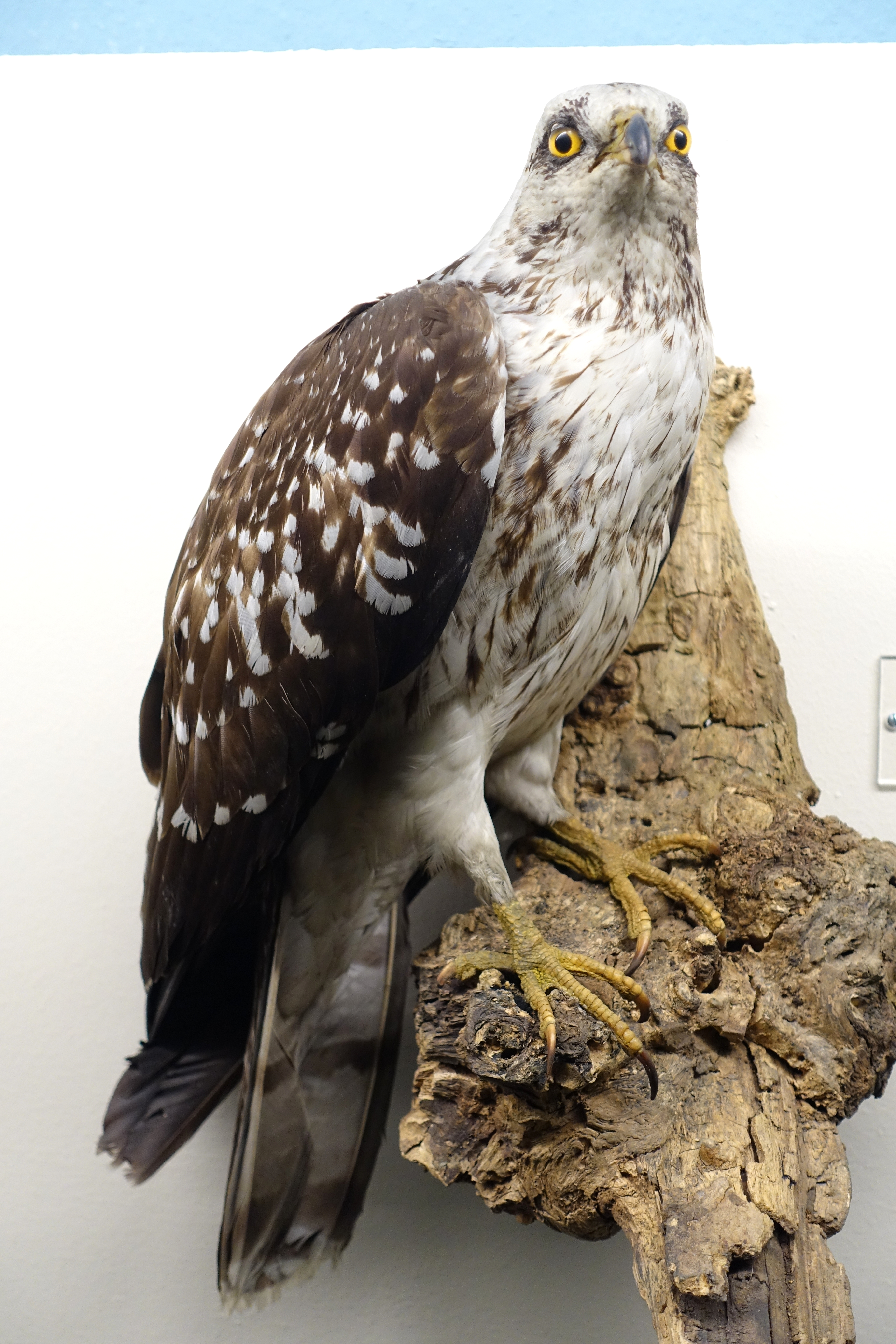
Darázsölyv (Pernis apivorus)
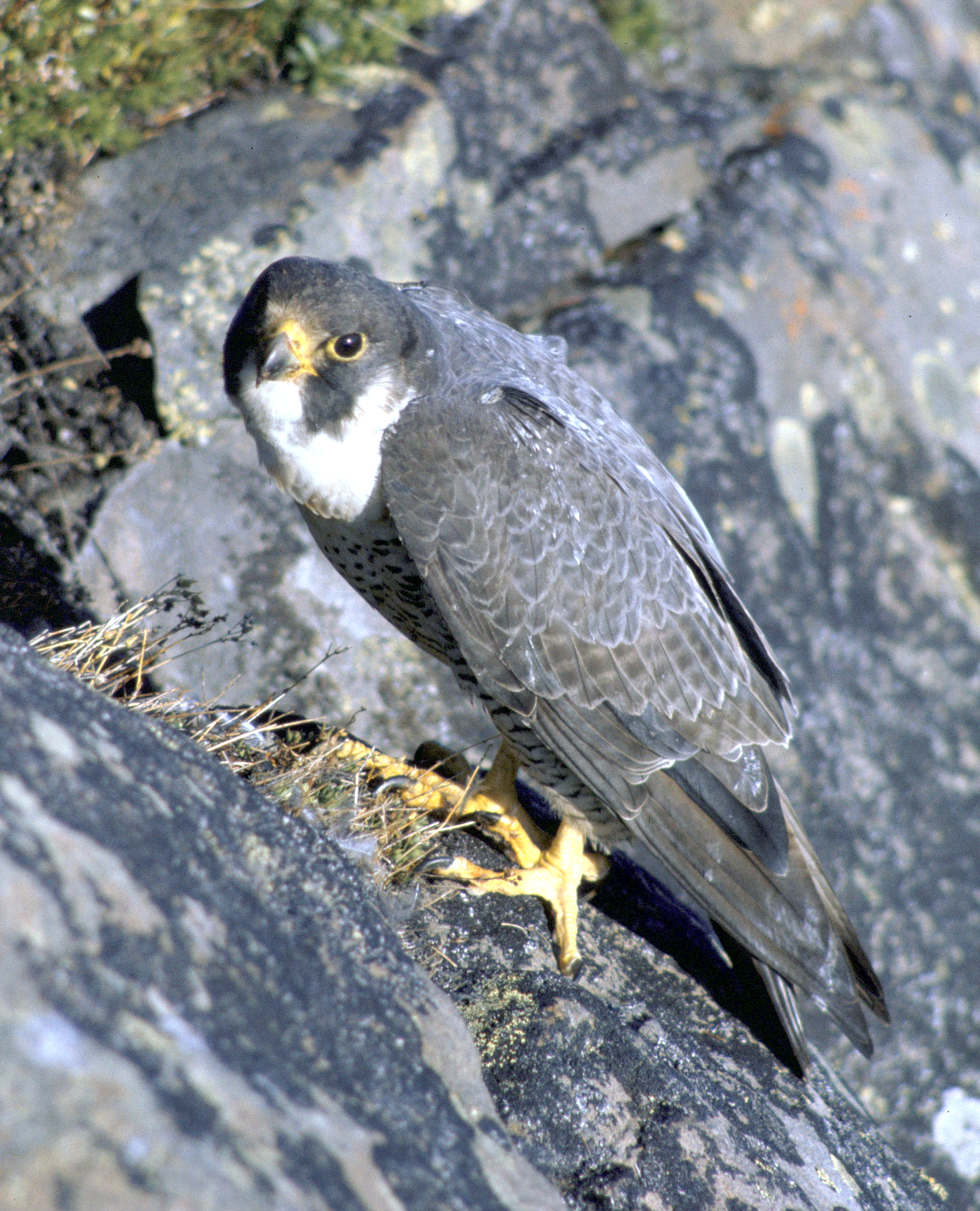
Vándorsólyom (Falco peregrinus)
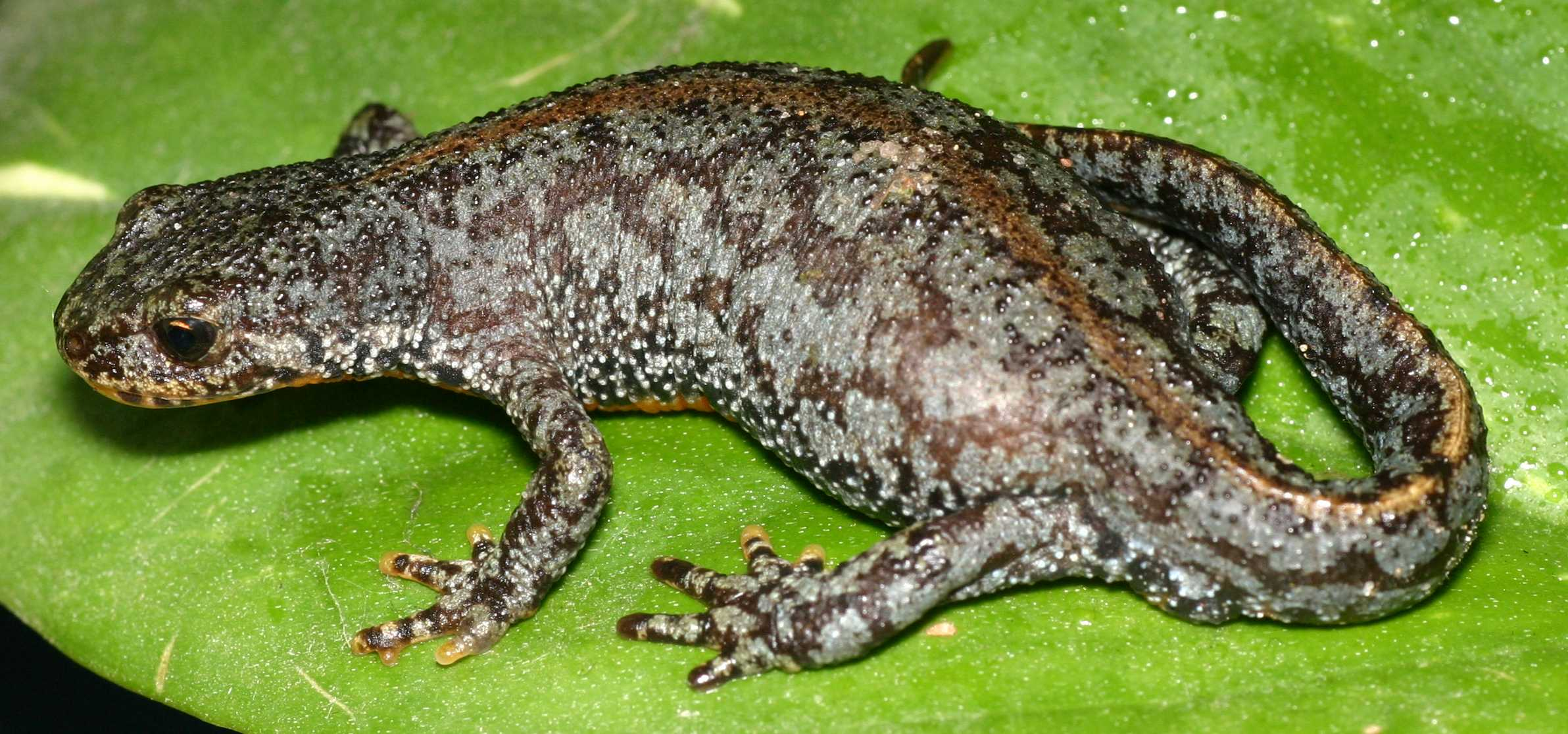
Alpesi gőte (Triturus alpestris)
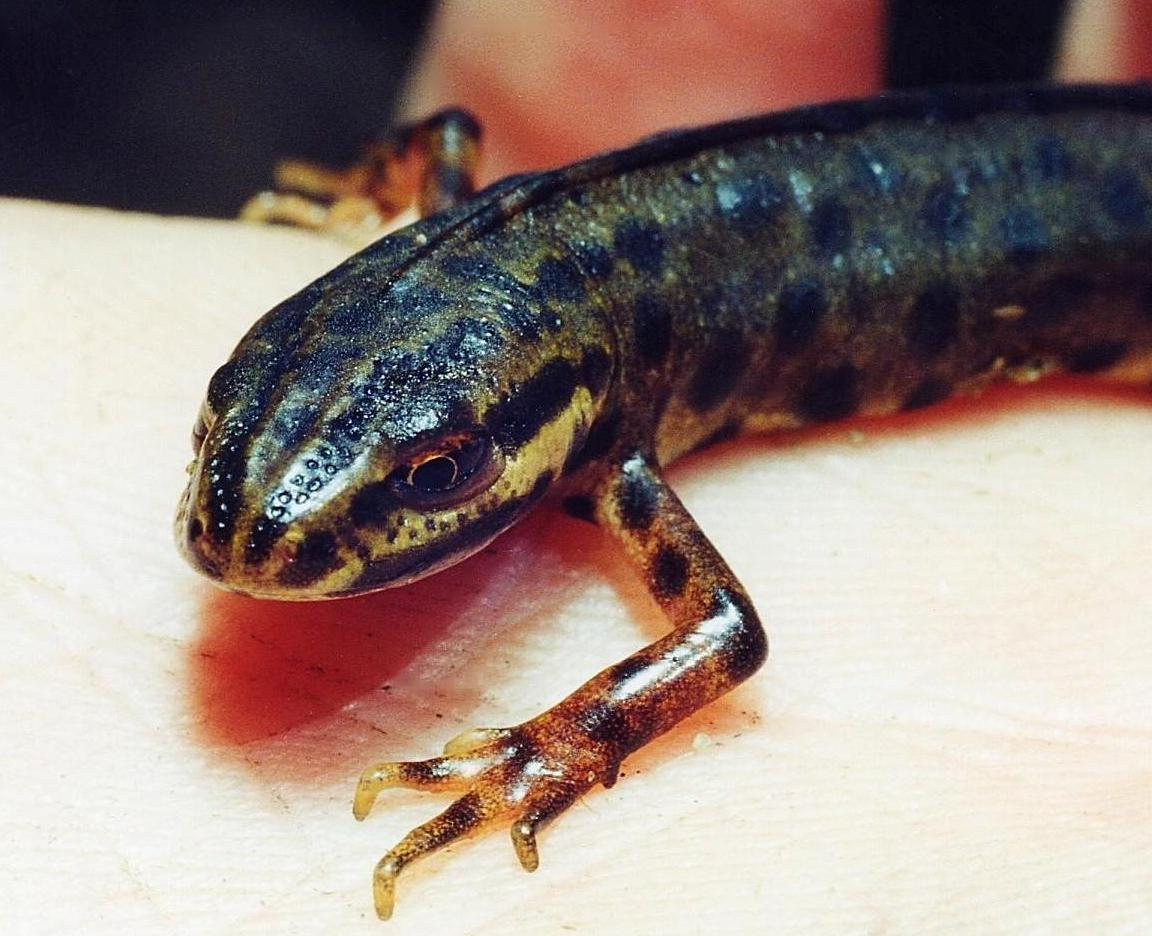
Pettyes gőte (Triturus vulgaris
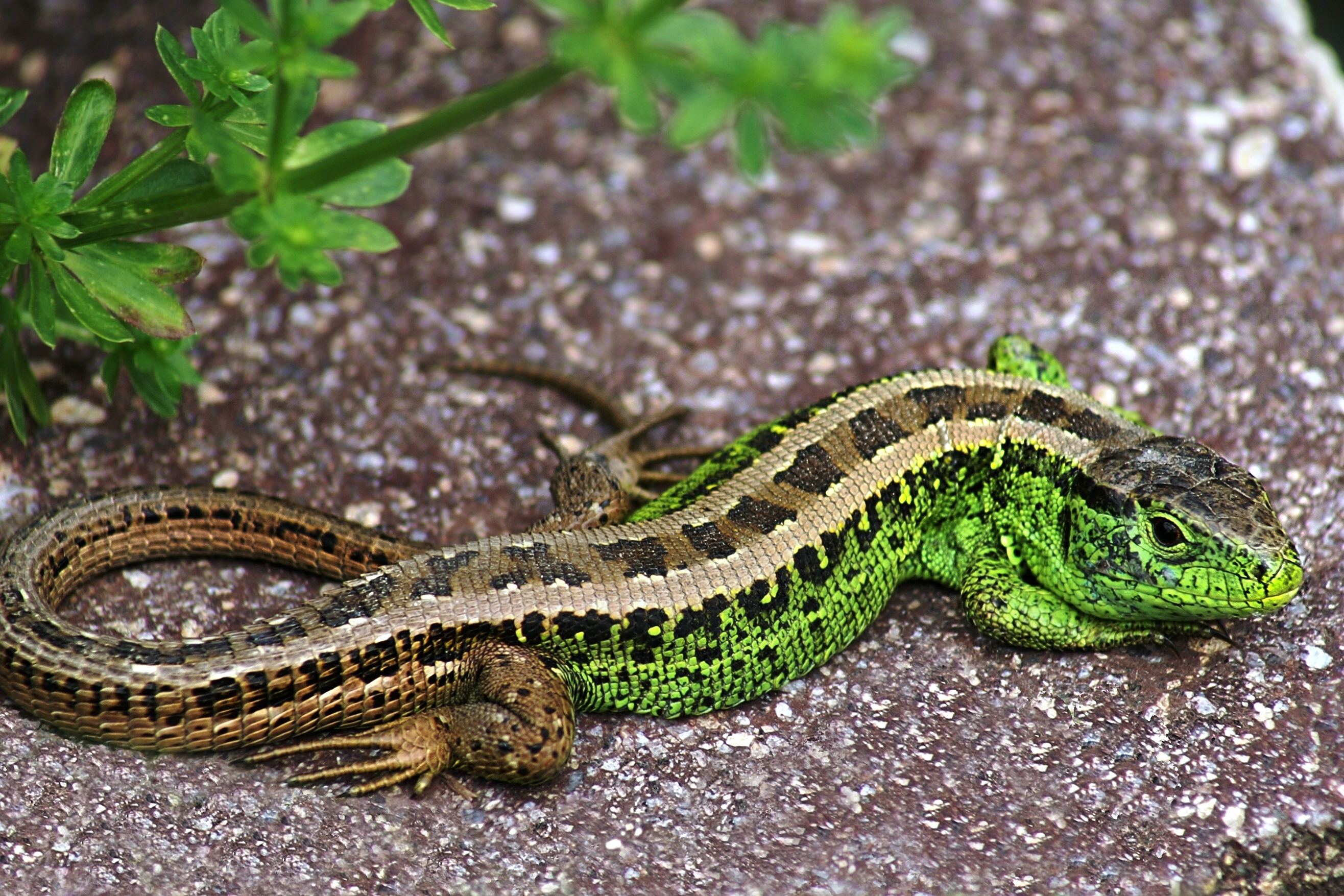
Fürge gyík (Lacerta agilis)
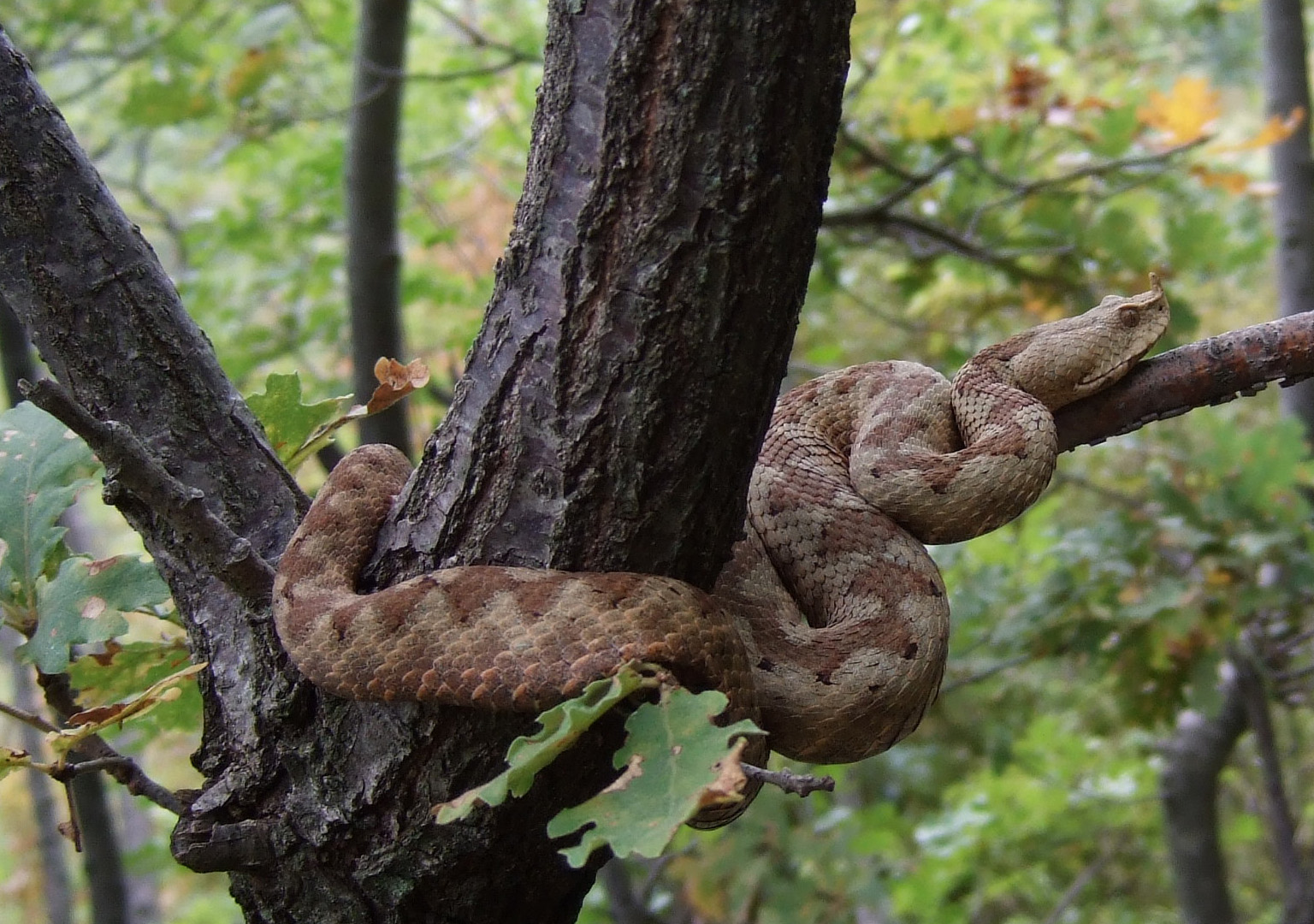
Homoki vipera (Vipera ammodytes)
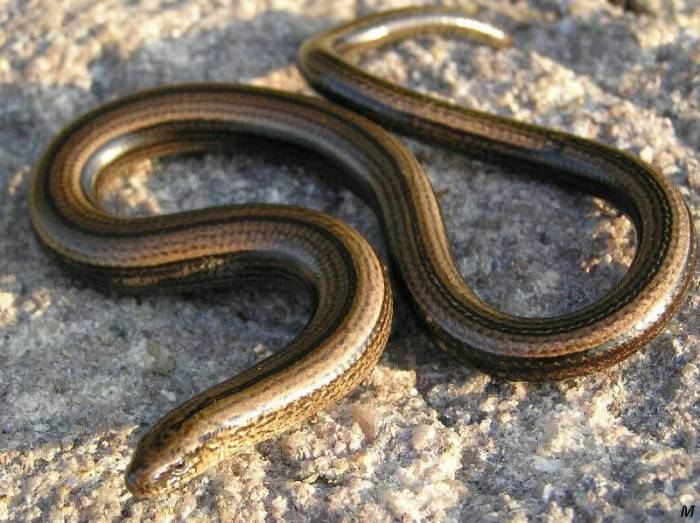
Lábatlan gyík (Anguis fragilis)
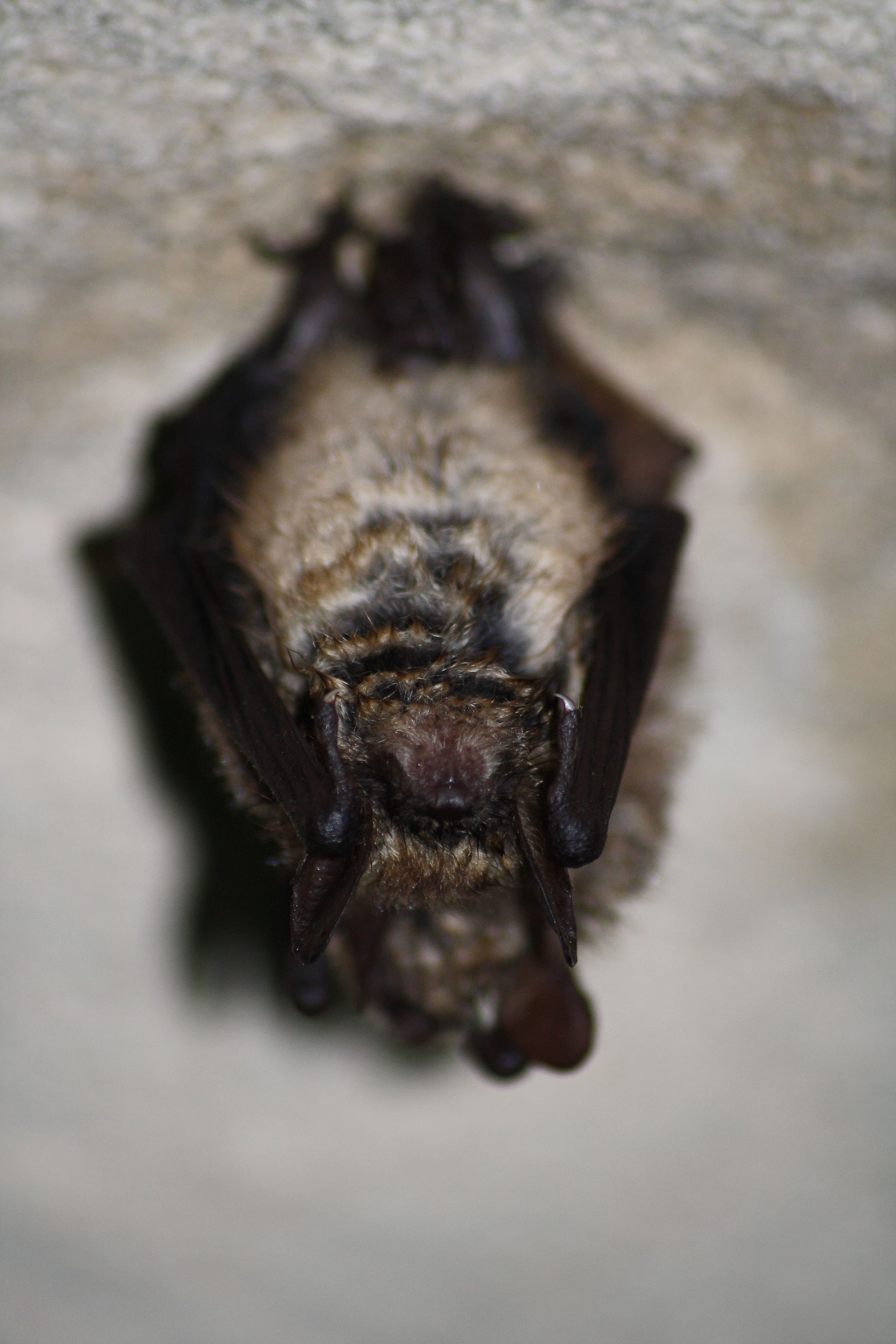
Csonkafülű denevér (Myotis emarginatus)
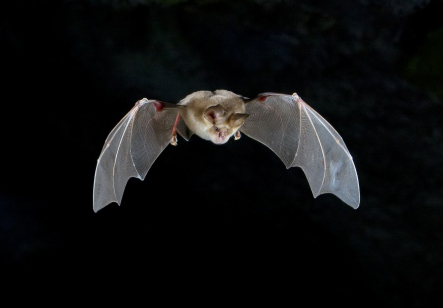
Patkósdenevér (Rhinolophidae)
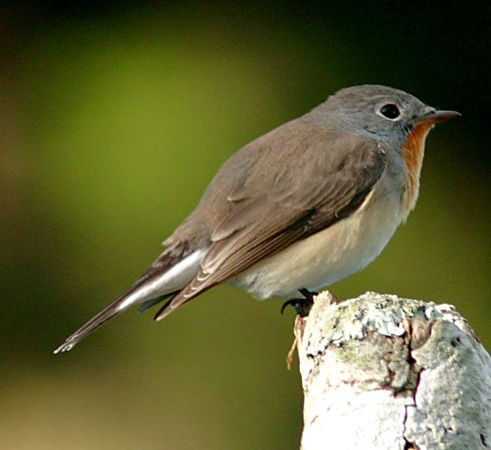
Kis légykapó (Ficedula parva)
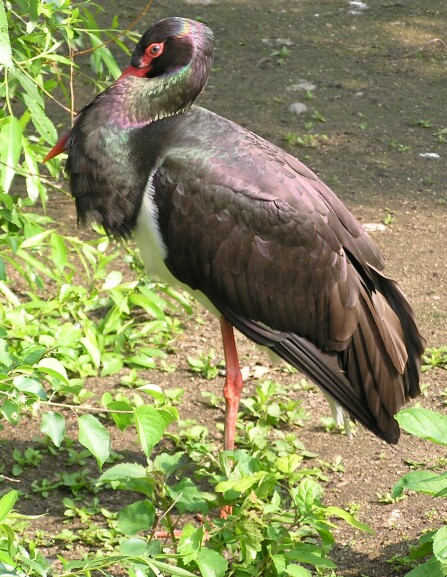
Fekete gólya (Ciconia nigra)
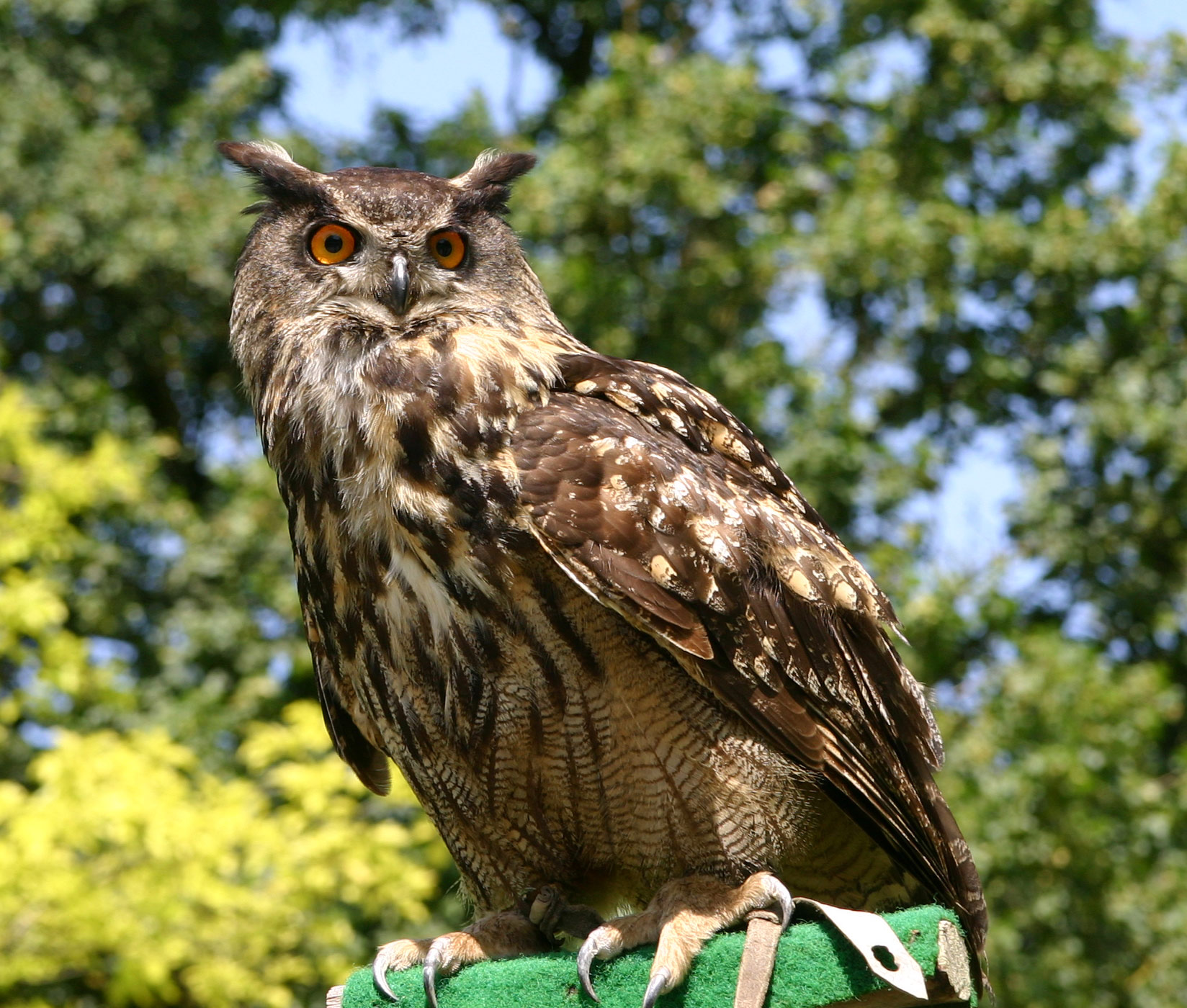
Uhu (Bubo bubo)
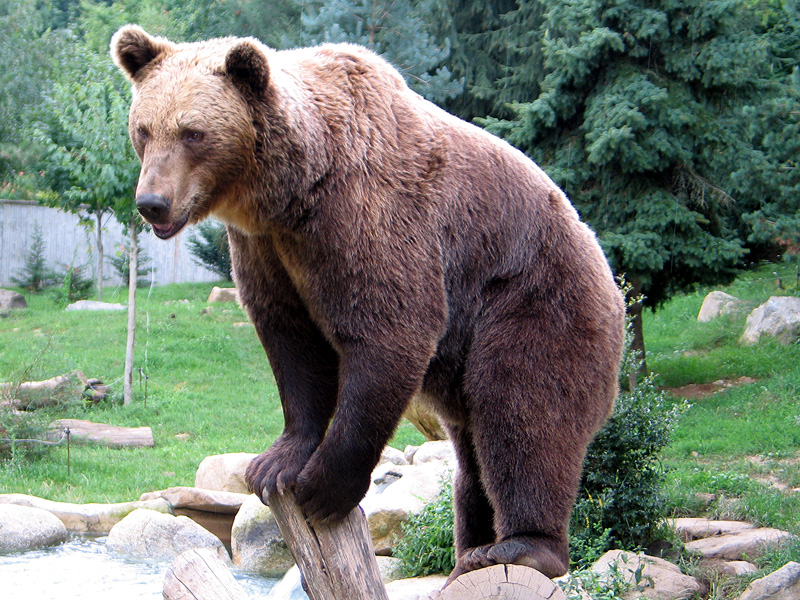
Barna medve (Ursus arctos)
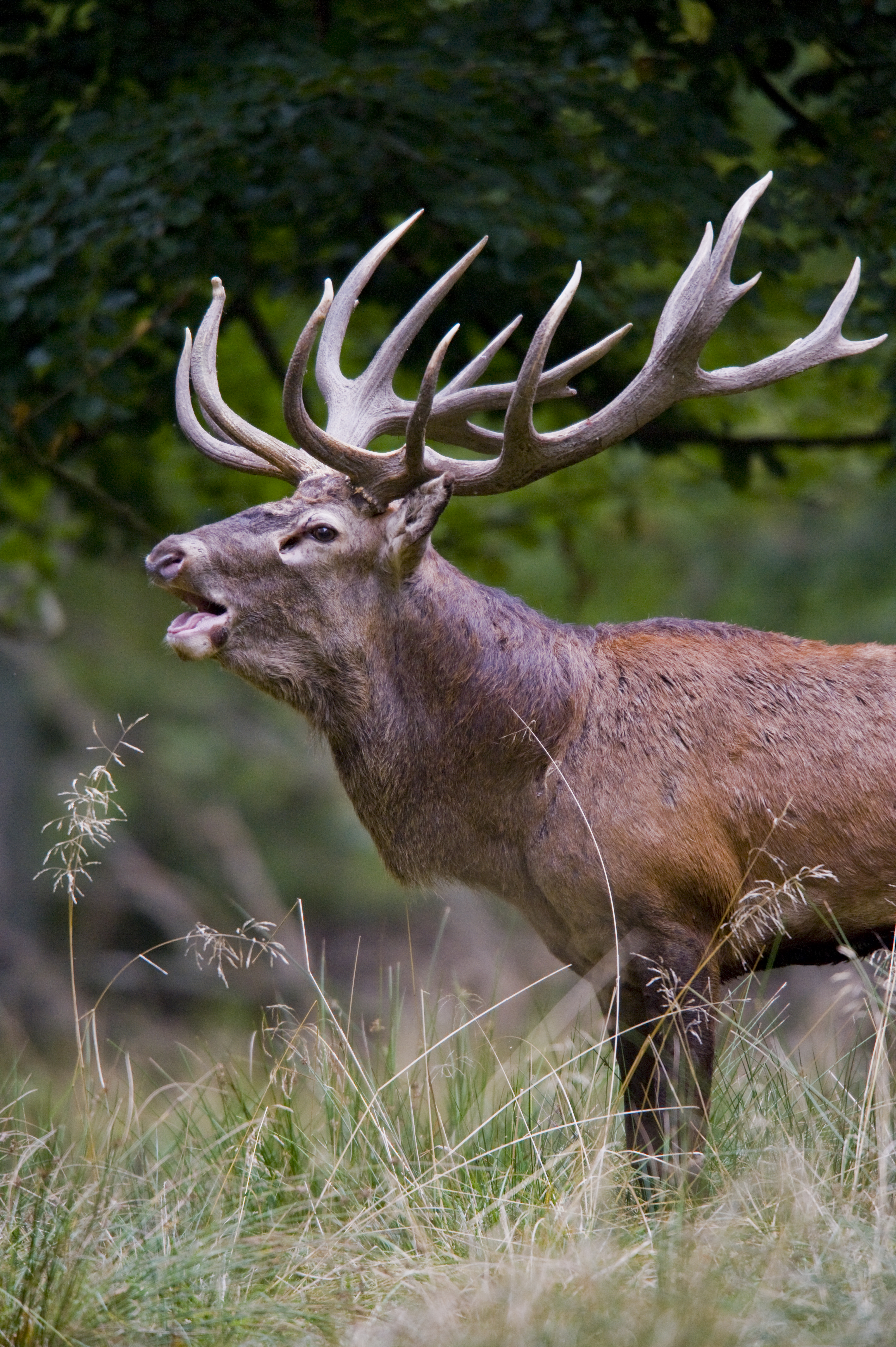
Gímszarvas (Cervus elaphus)
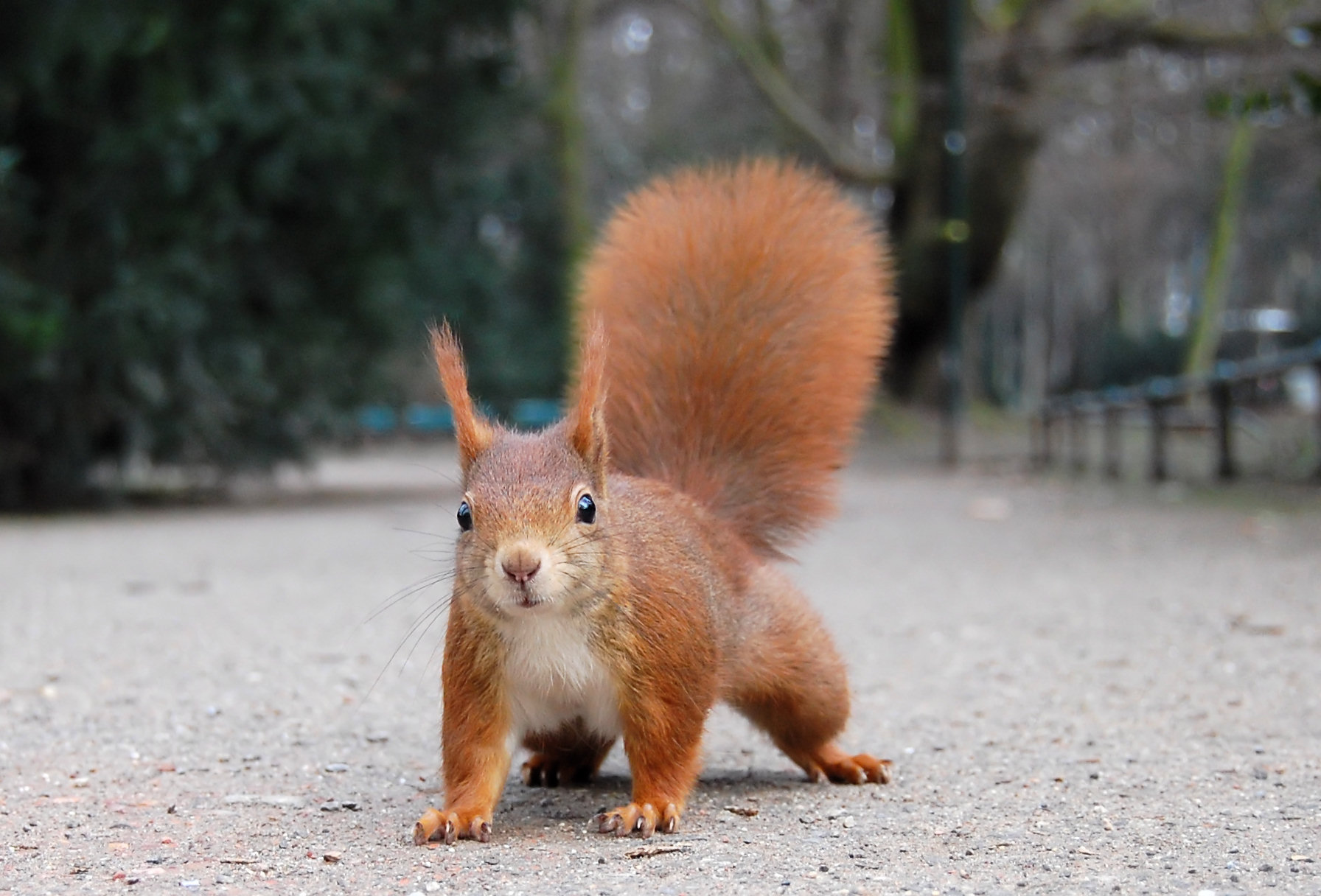
Mókus (Sciurus vulgaris)
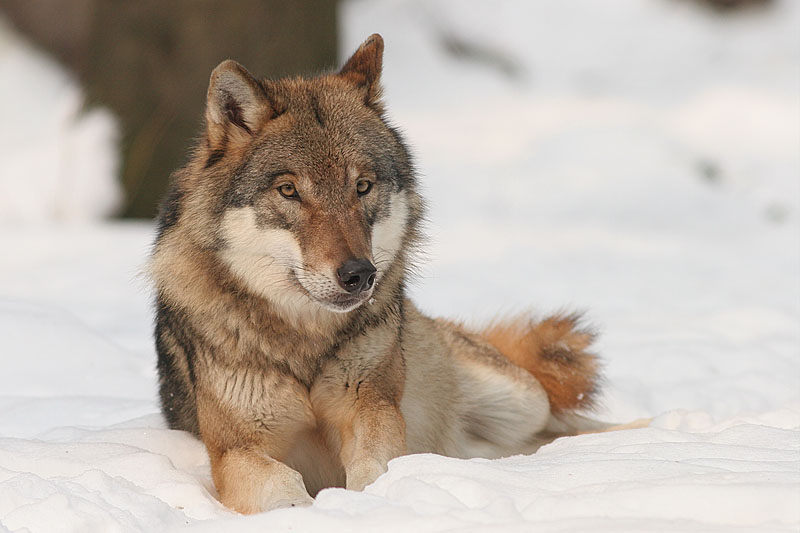
Farkas (Canis lupus)

## Növényvilága
Több mint 1200 védett növényfaj található itt.
A tűlevelű fajok közül a lucfenyő (Picea Abies); a lombhullatók közül az európai bükk (Fagus sylvatica), kocsánytalan tölgy (Quercus petraea), kocsányos tölgy (Quercus robur), közönséges gyertyán (Carpinus betulus), keleti gyertyán (Carpinus orientalis), kőris (Fraxinus), szil (Ulmaceae), hegyi juhar (Acer pseudoplatanus), magyar tölgy (Quercus frainetto), csertölgy (Quercus cerris), virágos kőris (Fraxinus ornus); szirti madárbírs (Cotoneaster integerrimus), közönséges orgona, a szömörce (Cotinus coggigria), szúrós csodabogyó, farkasboroszlán, vörös bodza (Sambucum racemosa), ükörkelonc (Lonicera xylosteum). 
A fűben a növények, virágok sokféleségét több faj és alfaj képviseli, amelyek közül néhány a törvény által védett vagy endemikus az országnak ezen a területén; így a sárga sáfrány (Crocus moesicus), őszi kikerics (Colchicum autumnale), a szegfűk (Dianthus) közül egy rózsaszín faj a Dianthus trifasciculatus, valamint a bánáti sáfrány, a lenfélék közül a Linum pubescens, de megtalálható itt a piros tüdőfű (Pulmonaria rubra), a Szagos müge (Asperula odorata), az Erdei szélfű (Mercurialis perennis), a gólyaorrfélék (Geranium), a kakukkfűfélék (Thymus) közül az északi kakukkfű, valamint a rózsaszín bánáti szegfű (Dianthus banaticus),Fénytelen galaj (Galium schultesii), a lenfélék közül a sárga Linum uninerve, a balkáni medveköröm (Acanthus balcanicus), a pézsmahagyma (Allium moschatum), a gyászoló imola (Centaurea atropurpurea),valamint egy az Európa keleti részén őshonos bogáncsféle a Carlina acanthifolia, a réti kakukktorma (Cardamine pratensis), a Dorycnium pentaphyllum ssp. Germanicum, vad kardvirág  (illyricus), foltos ujjaskosbor (Dactylorhiza maculata), kék szamárkenyér (Echinops ritro subsp. ruthenicus), és egy füzikeféle, az Epilobium palustre, valamint a hüvelyes gyapjúsás (Eriophorum vaginatum), és egy sárga íriszféle a Iris reichenbachii, valamint a vidrafű (Menyanthes trifoliata), a fali kövirózsa (Sempervivum marmoreum), a macskafarkú veronika (Veronica spicata), sápadt kosbor (Orchis pallens), valamint egy fűféle, a Nardus stricta és a sásfajok közül: a fekete sás (Carex nigra), csőrös sás (Carex rostrata), berzedt sás  (Carex echinata) vagy gyapjasmagvú sás (Carex lasiocarpa).
A védett növényfajok közül:
- Keleti gyertyán (Carpinus orientalis)
- Szúrós csodabogyó (Ruscus aculeatus)
- Kisvirágú pimpó (Potentilla micrantha)
- Bánsági len (Linum uninerve)
- Sáfrány (Crocus flavus)

## Galéria

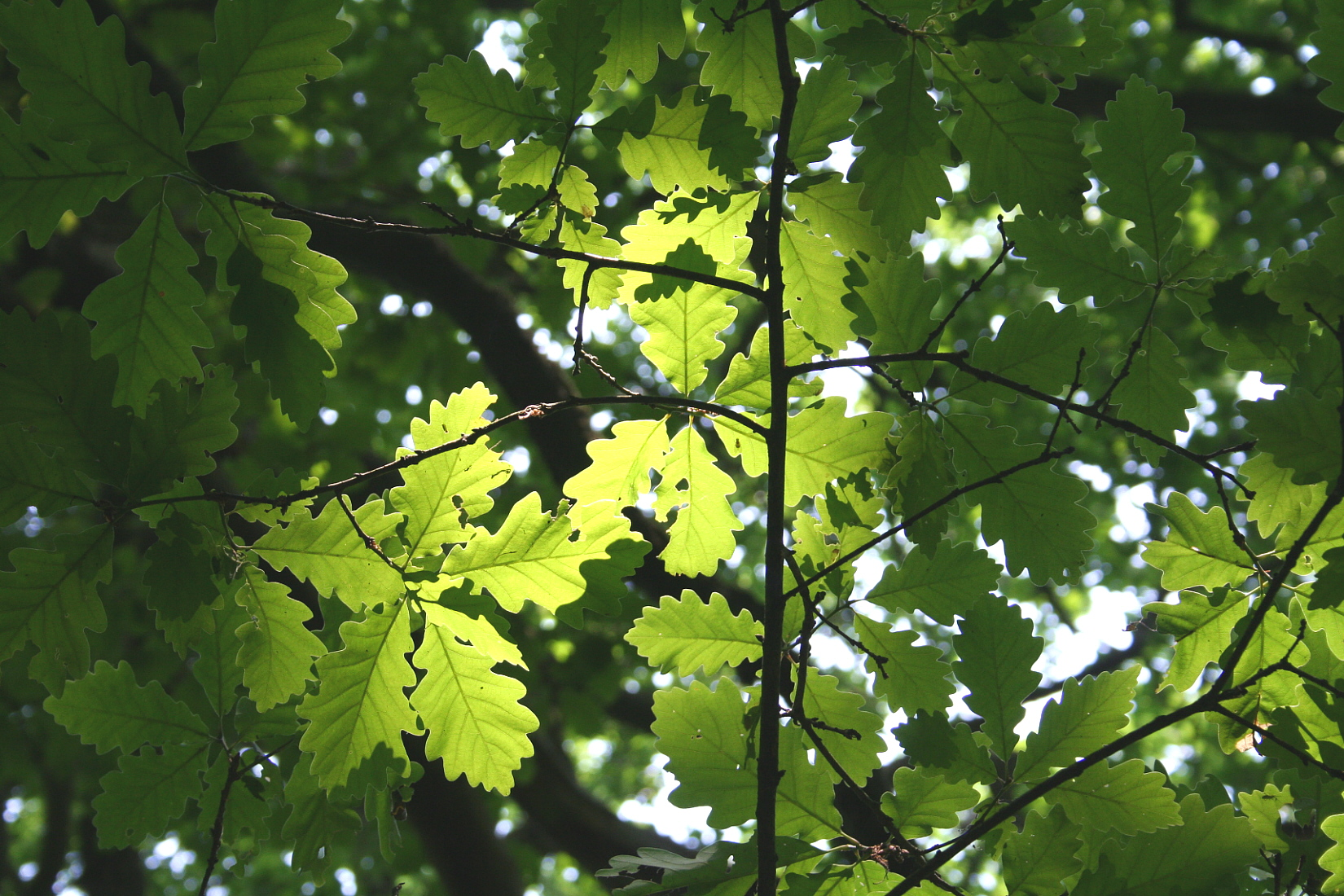
Kocsánytalan tölgy (Quercus petraea)
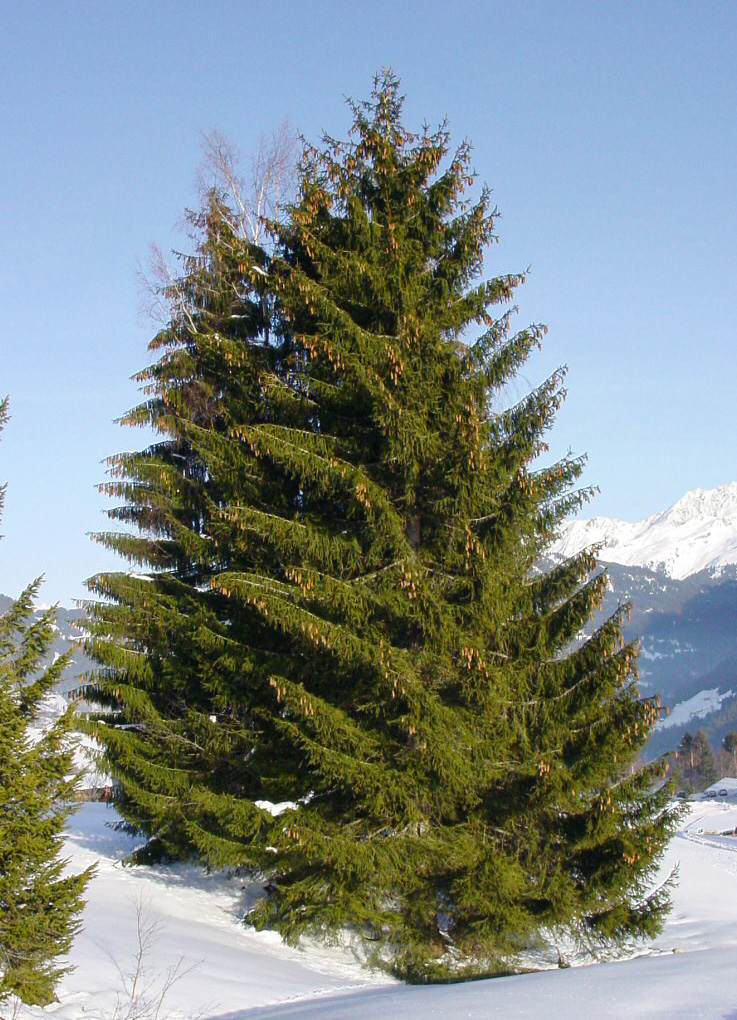
Közönséges lucfenyő (Picea abies)
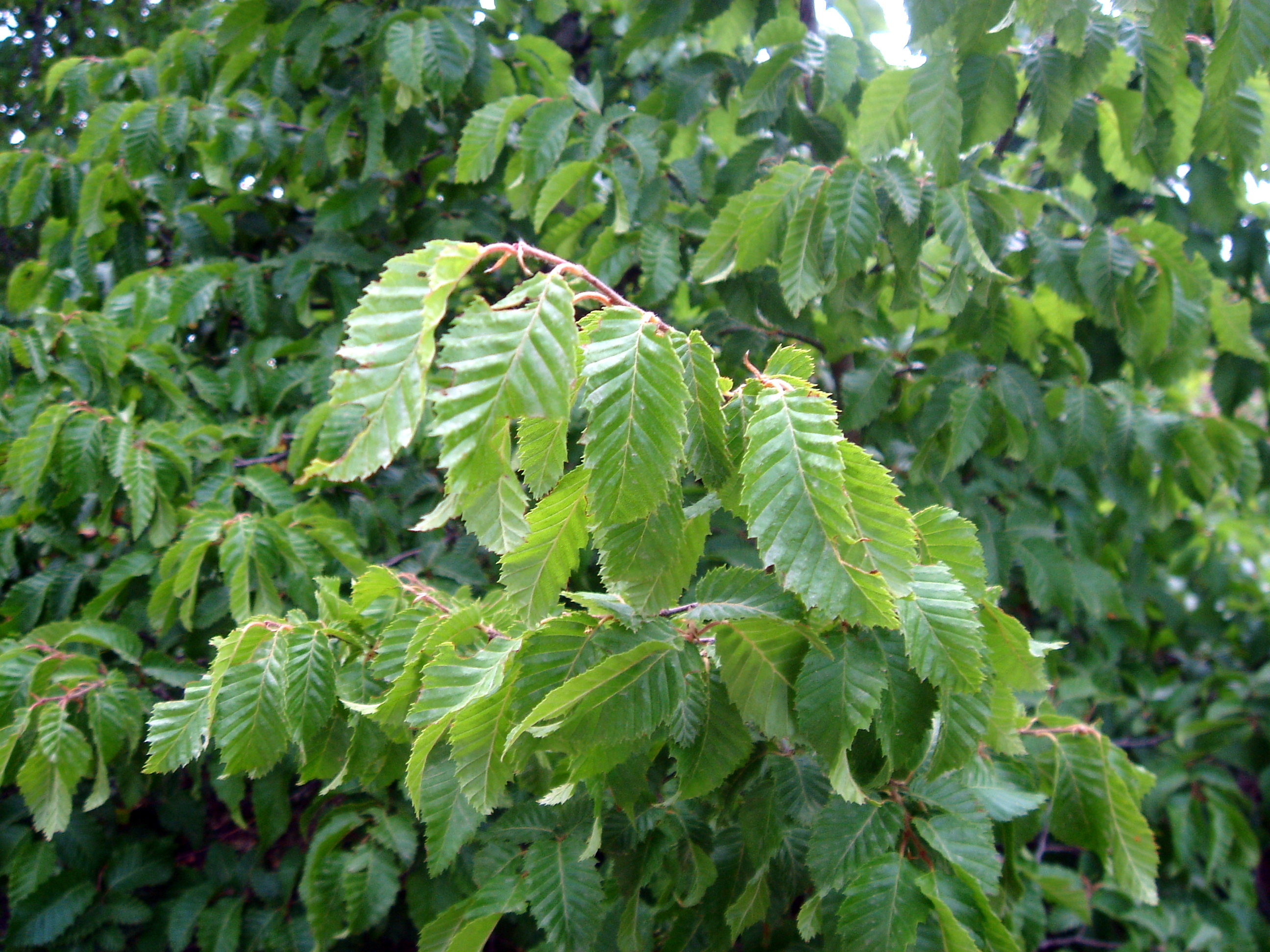
Keleti gyertyán (Carpinus orientalis)
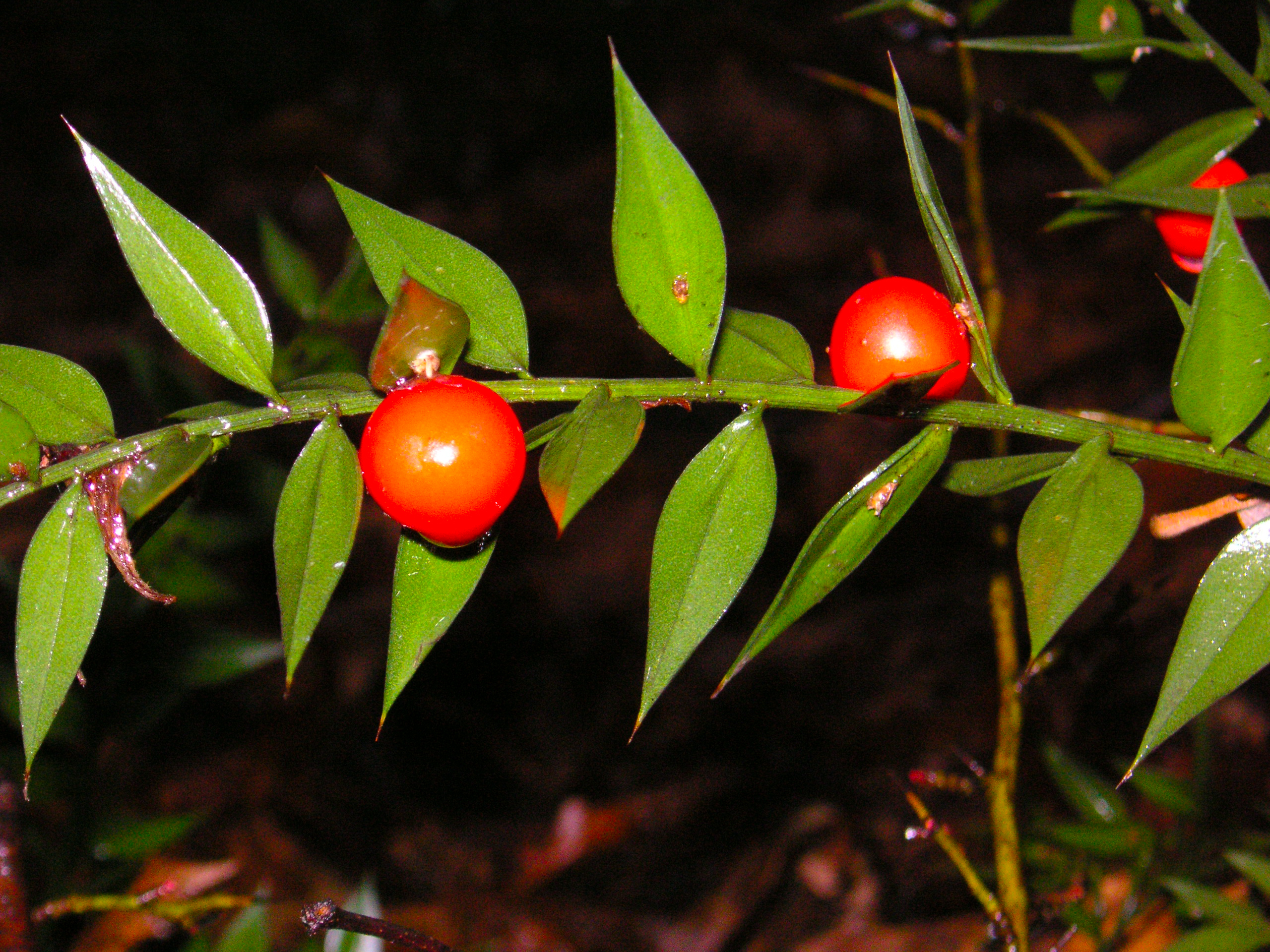
Szúrós csodabogyó (Ruscus aculeatus)
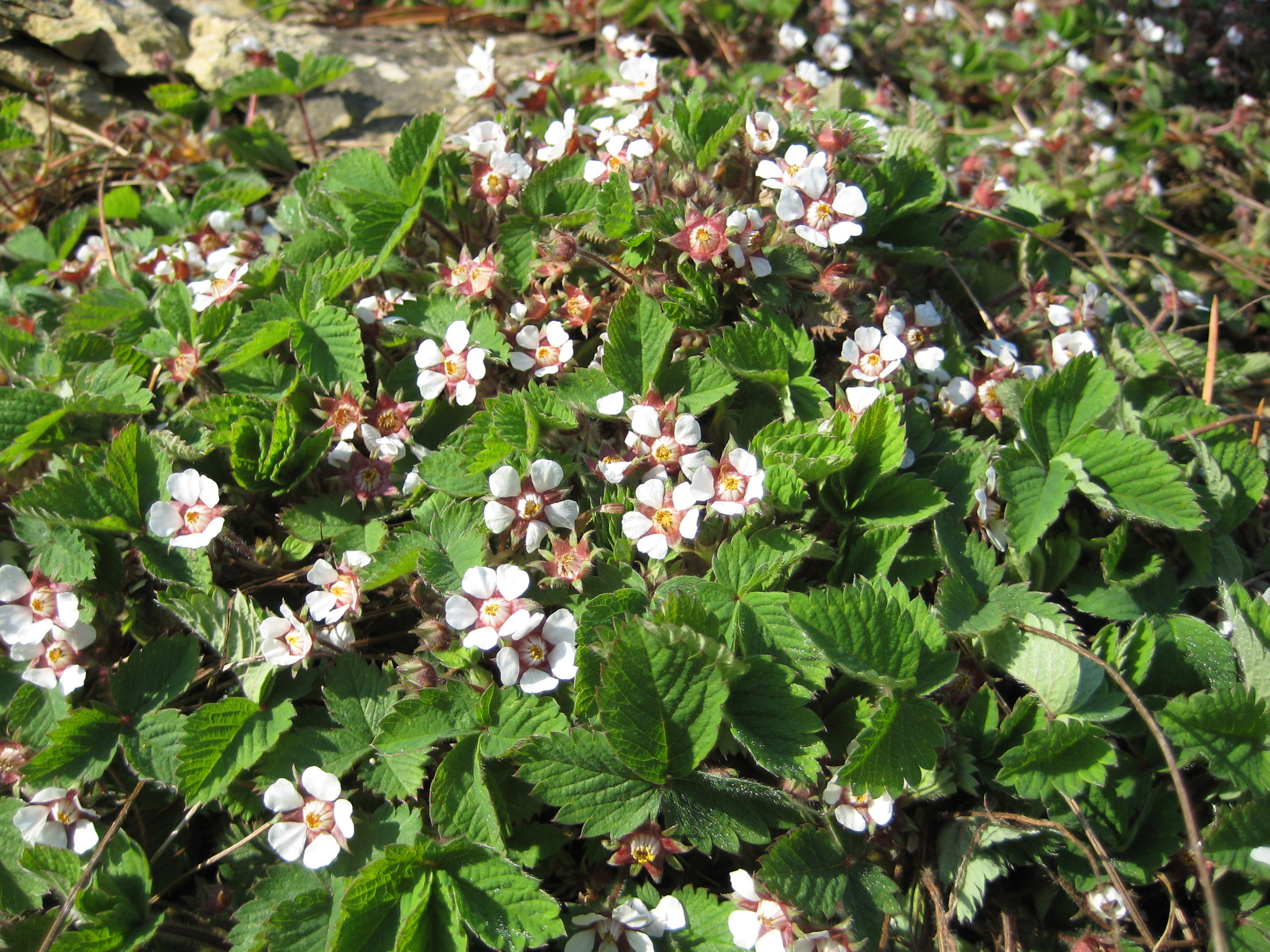
Kisvirágú pimpó (Potentilla micrantha)
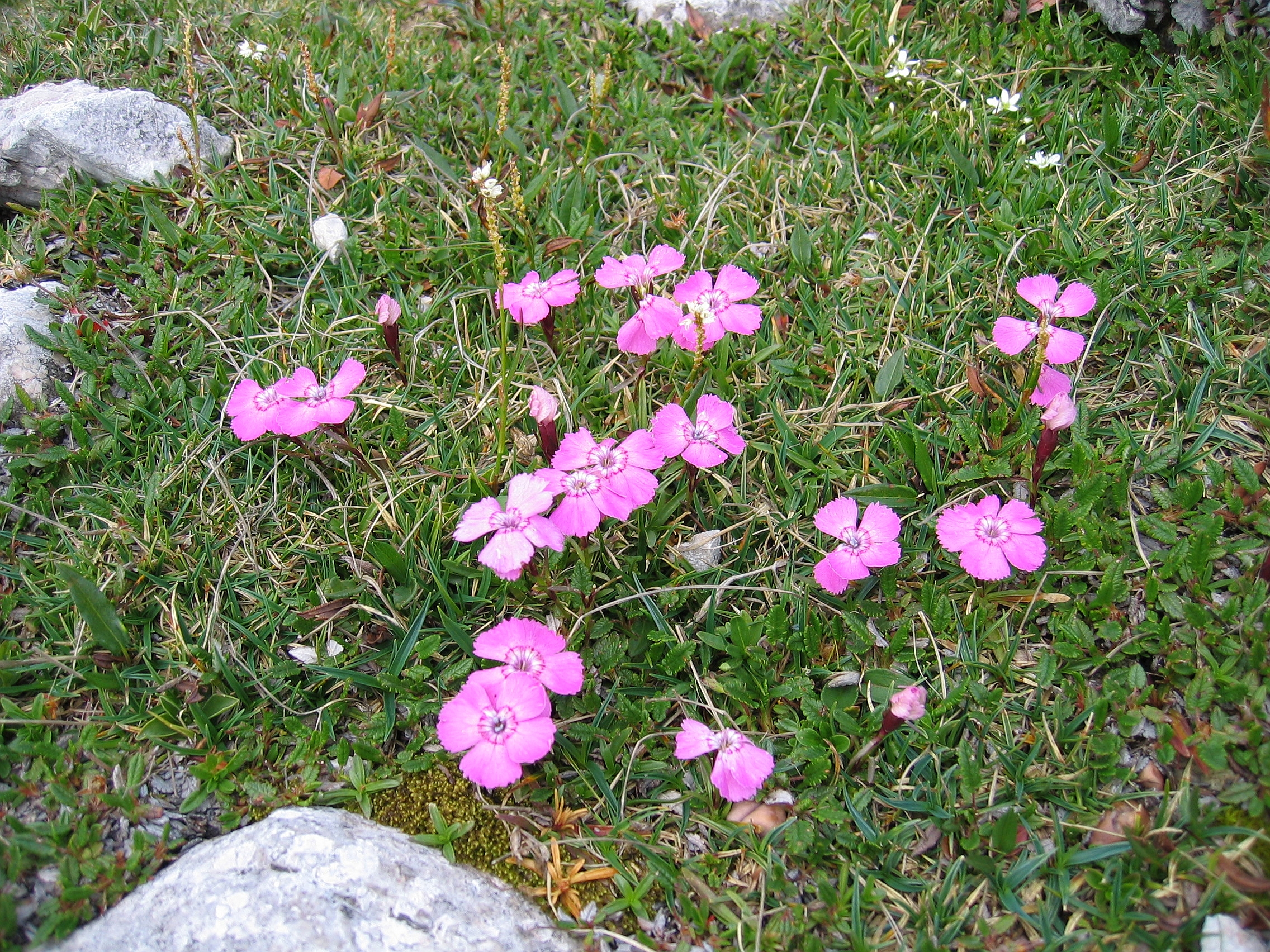
Havasi szegfű (Dianthus alpinus)
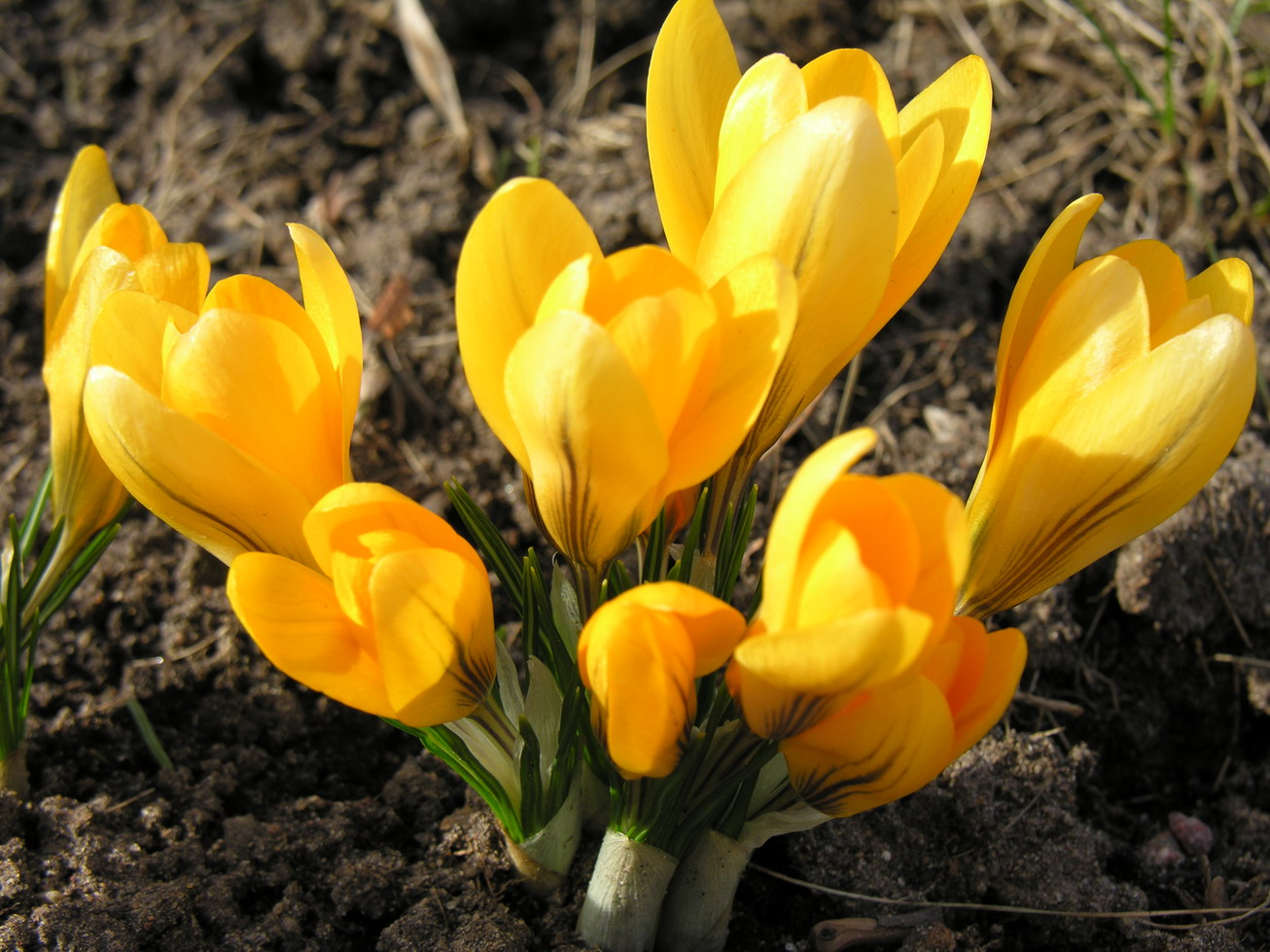
Aranysáfrány (Crocus flavus)
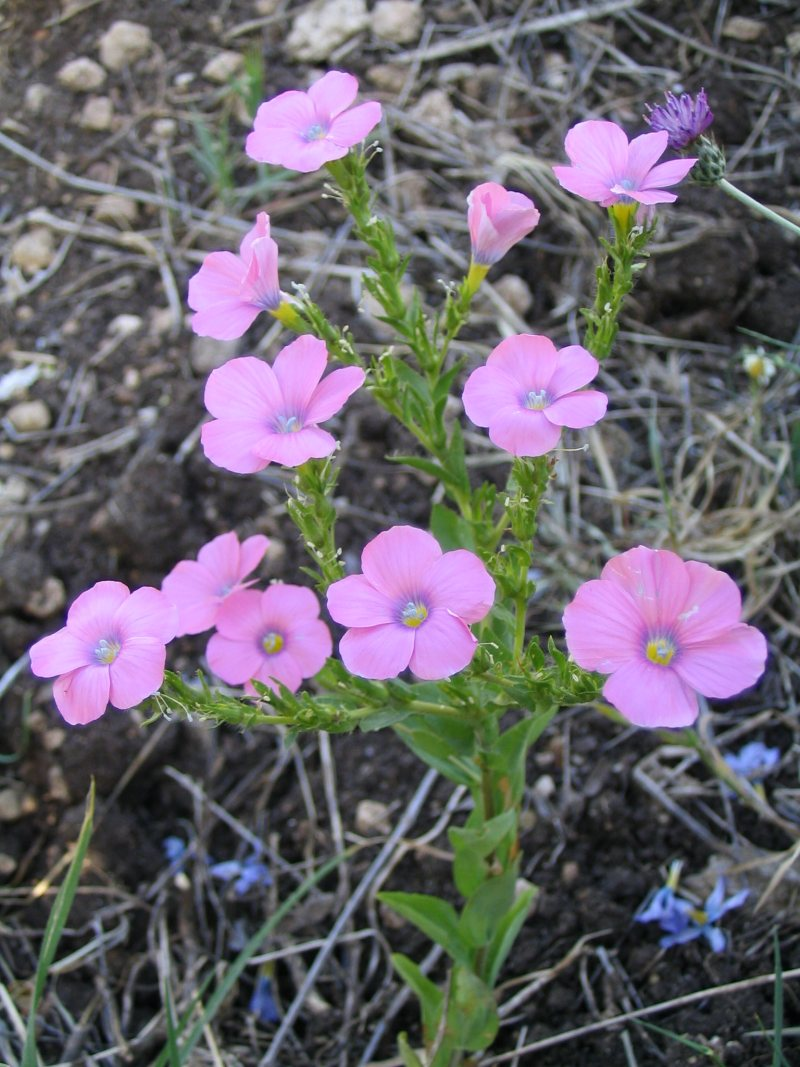
Len (Linum pubescens)